# Серке
Серке (фр. Cerqueux) је насеље и општина у северној Француској у региону Доња Нормандија, у департману Калвадос која припада префектури Лисје.
По подацима из 2011. године у општини је живело 92 становника, а густина насељености је износила 16,25 становника/km². Општина се простире на површини од 5,66 km². Налази се на средњој надморској висини од 200 метара (максималној 209 m, а минималној 151 m).

## Демографија
| 1962. | 1968. | 1975. | 1982. | 1990. | 1999. | 2011. |
| ----- | ----- | ----- | ----- | ----- | ----- | ----- |
| 97    | 107   | 99    | 96    | 104   | 94    | 92    |

График промене броја становника у току последњих година